# Лієпая (футбольний клуб)
ФК «Лієпая» (латис. Liepāja) — латвійський футбольний клуб з міста Лієпая. Заснований в 2014 році.

## Історія
ФК «Лієпая» заснований в березні 2014 року як непрямий спадкоємець Металургс (Лієпая), який був розпущений у зв'язку з банкрутством власника команди і єдиного спонсора металургійного заводу в місті Лієпая. До команди ФК «Лієпая» були включені всі гравці, в тому числі молодіжних команд Металургс (Лієпая), а також команду допустили до участі в Латвійській футбольній Вищій лізі 2014 року. Клуб, в основному підтримувався місцевою радою міста Лієпая.
У своєму дебютному сезоні ФК «Лієпая» закінчив сезон на 4 місці, а наступного року вже став чемпіоном Латвії.

## Досягнення
- Чемпіон Латвії (1) — 2015.
- Володар Кубка Латвії (2) — 2017, 2020.

## Участь в єврокубках
| Сезон   | Турнір           | Раунд                   | Супротивник     | Вдома | На виїзді | Результат |
| ------- | ---------------- | ----------------------- | --------------- | ----- | --------- | --------- |
| 2016—17 | Ліга Чемпіонів   | 2 кваліфікаційний раунд | Ред Булл        | 0–2   | 0–1       | 0–3       |
| 2017—18 | Ліга Європи УЄФА | 1 кваліфікаційний раунд | Крузейдерс      | 2–0   | 1–3       | 3–3 (ч)   |
| 2017—18 | Ліга Європи УЄФА | 2 кваліфікаційний раунд | Судува          | 0–2   | 1–0       | 1–2       |
| 2019—20 | Ліга Європи      | 1 кваліфікаційний раунд | Динамо (Мінськ) | 1–1   | 2–1       | 3–2       |

## Тренери
- Віктор Добрецовс (2014—2016)
- Тамаз Пертія (2016—)